# Festival international Théodore Gouvy
Le Festival international Théodore Gouvy est un ensemble de concerts de musique classique qui se tiennent annuellement à Hombourg-Haut une ville de Moselle en Lorraine (région administrative du Grand Est). 
Il a pris le nom de Théodore Gouvy (1819 - 1898) en hommage au musicien franco-allemand qui séjourna régulièrement à Hombourg-Haut entre 1869 et 1897 où il écrivit une grande partie de son œuvre qui comporte plus de 180 opus.

## Histoire
Ce sont d'abord des « Rencontres musicales » qui sont créées en 1990 par le Chœur d'hommes de Hombourg-Haut et mettent à leur programme des œuvres de Théodore Gouvy (Requiem, Cantate le Printemps...).
L'Institut Théodore Gouvy est créé en 1995 avec le soutien de la ville, du Conseil départemental de la Moselle et de la région Lorraine. Son but est d'éditer du matériel orchestral pour les œuvres de Gouvy dont les partitions ont disparu, de valoriser la musique du compositeur, de gérer les archives et d'organiser le festival.
Pour la plupart, les concerts ont lieu en l'église collégiale Saint-Étienne. Cependant, le concert du Nouvel An a lieu chaque année à la salle des Fêtes et en janvier 2019 dans le nouvel espace de Wendel inauguré musicalement à cette occasion.

## Programmation
De nombreuses œuvres de Théodore Gouvy ont été recréées en concert dans le cadre du festival, en particulier plusieurs des symphonies, des cantates et des œuvres de musique de chambre.
Le festival a ainsi accueilli des chefs d'orchestre comme Pierre Cao, Jacques Mercier, Joachim Fontaine, Marko Letonja;  des solistes comme Jean-Efflam Bavouzet, Françoise Pollet, Jean-Pierre Wallez… ; des chœurs (Chœur du monastère Alexandre Nevski, Chœur de femmes Rimsky-Korsakov de Saint-Petersbourg, Ensemble Oxford Voices, Psalette de Lorraine…) ; des ensembles de musique de chambre comme Ricercare, l'Orchestre de chambre du Luxembourg...); les quatuors Varèse, Denis Clavier etc.
En 2014, le festival est intégré dans une opération plus vaste « Théodore Gouvy et son temps » à travers tout le département de la Moselle en relation avec le Palazzetto Bru Zane – centre de musique française à Venise. 
En 2016, un concert exceptionnel est programmé "Viva Italia" avec notamment la "symphonie italienne" de F. Mendelssohn et la symphonie n°1 de Gouvy (composée lors de son voyage en Italie) pour marquer le Xème anniversaire du jumelage Hombourg-Haut/San Giorgio di Pesaro.
Soutenu depuis sa création par la région Lorraine et le Conseil départemental de la Moselle, le festival doit aussi beaucoup à l'Orchestre national de Lorraine qui s'y produit chaque année.

## 2019: l'édition du bicentenaire
La 30ème édition du festival en 2019 coïncide avec le bicentenaire de la naissance de Théodore Gouvy, célébration inscrite aux Commémorations nationales du ministère de la Culture et de la Communication.
Le quatrième concert (le 4 juillet, exactement 200 ans après la naissance de Gouvy) a été l'occasion d'inaugurer la statue érigée en l'honneur du compositeur et de re-créer une de ses cantates, Aslega. Une première version de l'œuvre avait été créée à Paris en 1876 et était la première des grandes cantates pour solistes, grand chœur et orchestre composée par Gouvy. Toutefois le compositeur révisa l'œuvre entre 1888 et 1892 mais la seconde version ne fut jamais jouée ni éditée jusqu'à ce concert du bicentenaire. Le concert était placé sous la direction de Jacques Mercier